# Kyrkogatan
A Kyrkogatan (LITERALMENTE Rua da Igreja; PRONÚNCIA APROXIMADA chirko-gótan) é uma rua do centro histórico da cidade de Gotemburgo, na Suécia.
Tem 600 m de extensão, começando em  Ekelundsgatan e terminando em Östra Hamngatan. Corre paralelamente à rua Kungsgatan e à rua Drottninggstan.

## Galeria

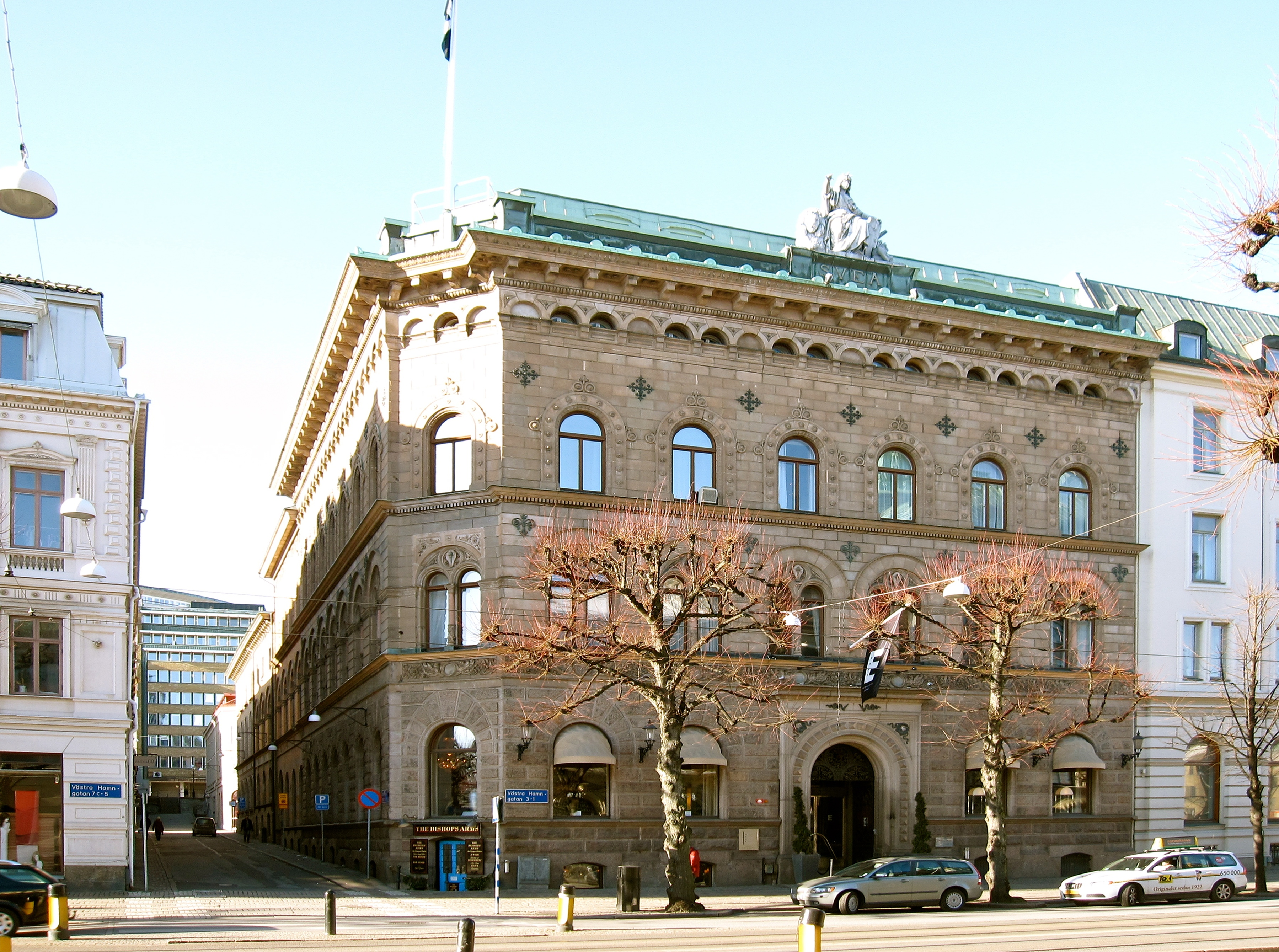
Elite Plaza Hotel
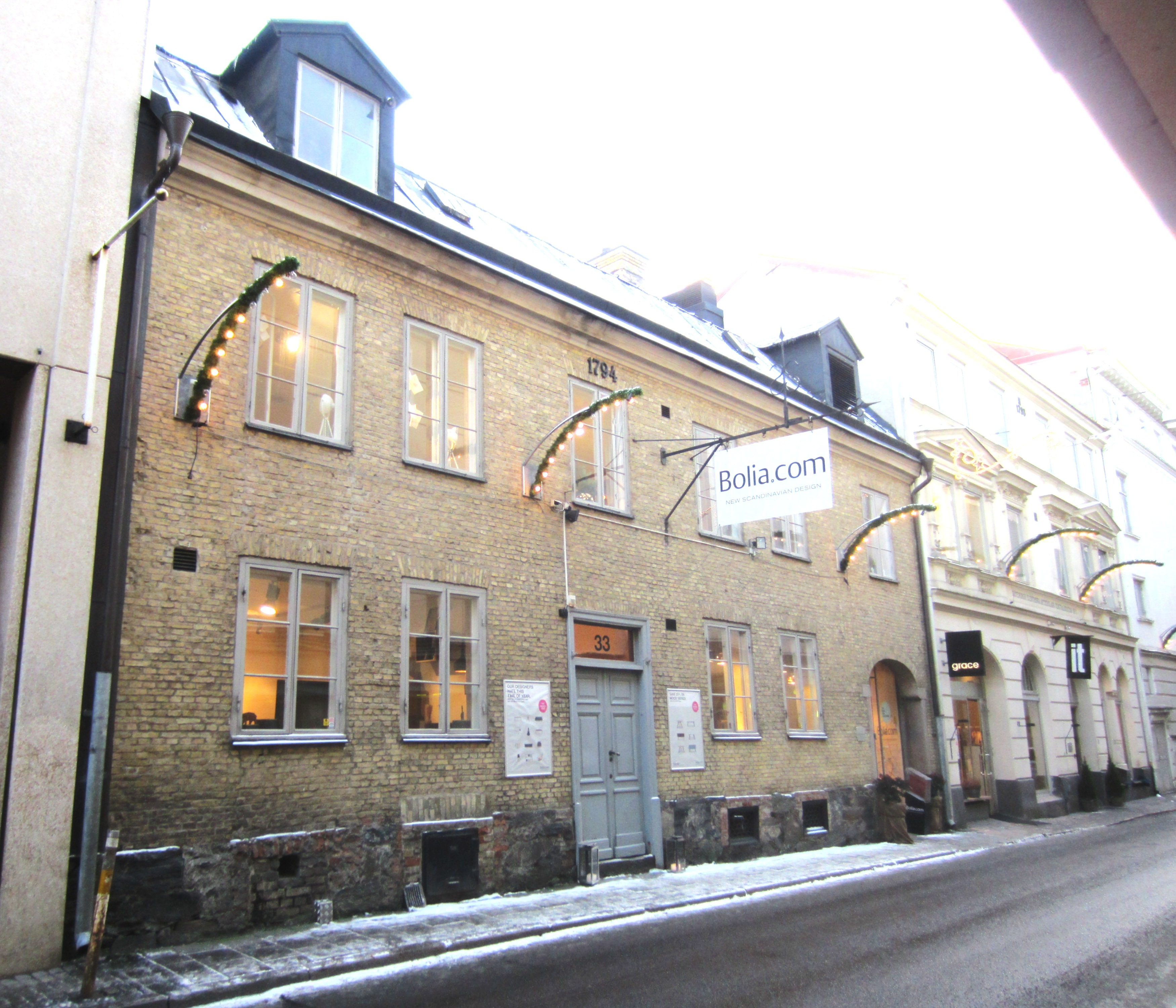
Uma antiga casa de artesãos